# Arnas
Arnas es una comuna francesa situada en el departamento del Ródano, de la región de Auvernia-Ródano-Alpes. Pertenece a la comunidad de aglomeración Villefranche-Beaujolais-Saône.

## Demografía
| 1 349 | 1 547 | 2 116 | 2 336 | 2 783 | 3 106 | 3 212 | 3 428 | 3 778 |
| Para los censos de 1962 a 1999 la población legal corresponde a la población sin duplicidades (Fuente: INSEE [Consultar]) |       |       |       |       |       |       |       |       |